# Goddess Bunny
Sandra « Sandie » Crisp, née le 13 janvier 1960 (certaines sources citent le 25 novembre 1960) à Santa Monica et morte le 27 janvier 2021 à Los Angeles, mieux connue sous son nom de scène The Goddess Bunny, est une artiste américaine transgenre, drag queen, actrice et mannequin, connue en particulier à la suite de la vidéo Obedece a la morsa, extraite du documentaire sur sa vie The Goddess Bunny (1994).

## Biographie
Sandie Crisp naît le 13 janvier 1960 en Californie et est assignée homme. Elle développe la polio lorsqu'elle est enfant et devient handicapée,,,. Elle est victime d'erreurs médicales de plusieurs médecins, ce qui entraîne une déformation supplémentaire de son corps. Elle grandit dans divers foyers d'accueil pour enfants handicapés. Au cours de son enfance, elle subit régulièrement de la maltraitance et des agressions sexuelles de la part de membres de sa famille d'accueil, en grande partie en raison de son identité de genre et de son handicap,. Elle indique sur son blog avoir fait son coming-out trans à l'âge de 14 ans.
Elle fait ses débuts d'actrice en tant que Charlean dans le film de 1986 Hollywood Vice Squad et fait une apparition dans le clip vidéo de The Dope Show de Marilyn Manson.
En 1994, elle fait l'objet d'un documentaire intitulé The Goddess Bunny, réalisé par Nick Bougas,. Lors de l'élection présidentielle américaine de 2020, Crisp annonce sa candidature en tant que candidate par écrit à la présidence des États-Unis,.
Après avoir lutté contre la polio et le VIH pendant la majeure partie de sa vie, elle meurt le 27 janvier 2021 à l'âge de 61 ans, après avoir contracté le Covid-19,. Elle est inhumée au Hollywood Forever Cemetery.

## La vidéoObey the Walrus
En raison de sa grave déformation physique, Sandie devient un phénomène d'Internet lorsqu'une scène du documentaire The Goddess Bunny, qui présentait sa danse à claquettes, est utilisée dans Obedece a la morsa (également connu sous le nom d'Obey the Walrus), une vidéo virale publiée en 2005 sur eBaum's World puis re-téléchargée sur YouTube en 2007,,.

## Filmographie

### Films
| Titre                                  | Année | Rôles        | Réalisation | Remarques                 | Ref.   |
| -------------------------------------- | ----- | ------------ | --- | ------------------------- | ------ |
| Hollywood Vice Squad                   | 1986  | Charlene     | Penelope Spheeris | Crédité comme Sandy Crisp | [ 17 ] |
| The Drifter                            | 1989  | La Countessa | John Aes-Nihil |                           | [ 18 ] |
| The Goddess Bunny Channels Shakespeare | 1989  | Elle-même    | John Aes-Nihil |                           | [ 19 ] |
| The Goddess Bunny                      | 1994  | Elle-même    | Nick Bougas |                           | [ 20 ] |
| Sugar & Spice                          | 1995  | Elle-même    | Larry Wessel |                           | [ 21 ] |
| God Is in the T.V.                     | 1999  | Elle-même    | Samuel Bayer Rod Chong Paul Hunter Dean Karr Richard Kern Marilyn Manson E. Elias Merhige Matthew Rolston Floria Sigismondi Tom Stern Wiz |                           |        |
| S                                      | 2002  | Elle-même    | Athanasios Karanikolas | Court métrage             | [ 22 ] |
| The Three Trials                       | 2006  | Diner        | Randy Greif |                           | [ 23 ] |
| Scumbag                                | 2017  | Gina         | Mars Roberge |                           | [ 24 ] |

### Télévision
| Titre                | Année | Rôle                             | Remarques       | Ref. |
| -------------------- | ----- | -------------------------------- | --------------- | ---- |
| Lou Grant            | 19??  | Copier le garçon                 | Épisode inconnu |      |
| Americans (mer-kins) | 1988  | Inconnu                          | 1 épisode       |      |
| Rage                 | 2008  | Rage spécial 'prêt pour le show' | 1 épisode       |      |

### Vidéos
| Titre         | An   | Remarques                                 |
| ------------- | ---- | ----------------------------------------- |
| Puppet Master | 1997 | Clip vidéo de Cypress Hill (avec Dr. Dre) |
| The Dope Show | 1998 | Clip vidéo de Marilyn Manson              |
| Fallen Leaves | 2006 | Clip vidéo de Billy Talent                |